# متویی
متویی، روستایی است از توابع بخش بلداجی شهرستان بروجن در استان چهارمحال و بختیاری ایران.

## جمعیت
این روستا در دهستان چغاخور قرار داشته و براساس آخرین سرشماری مرکز آمار ایران که در سال ۱۳۸۵ صورت گرفته، جمعیت آن ۱۳۲ نفر (۲۵خانوار) بوده‌است.